# Раевский, Виталий Евгеньевич
Виталий Евгеньевич Раевский (род. 12 мая 1967 года в Запорожье) — украинский спортсмен (академическая гребля), мастер спорта Украины международного класса, Заслуженный тренер Украины.

## Биография
Раевский начал заниматься греблей с 12 лет, кроме этого, занимался также гандболом и лёгкой атлетикой. В 1984 году стал серебряным призёром «Дружбы», а в следующем году выиграл юниорский чемпионат мира.
Также четыре раза становился чемпионом СССР и ещё 12 раз — Украины. Победитель и призёр международных регат в Швейцарии, Дании, ФРГ, Нидерландах, Франции, Италии и США. Принимал участие в шести чемпионатах мира (в 1994 году занял шестое место), а также становился чемпионом Европы в 1995 и 1998 годах. Выступал на Олимпийских играх в Барселоне (1992), где представлял объединённую команду, и Атланте (1996) уже в составе сборной Украины. В обоих случаях его команда занимала последнее место в восьмёрках.
После ухода со спорта занялся тренерской деятельностью, в частности работал с Антоном Холязниковым и Сергеем Билоущенко.
Раевский женат, есть дочка и сын.